# Sigatoka

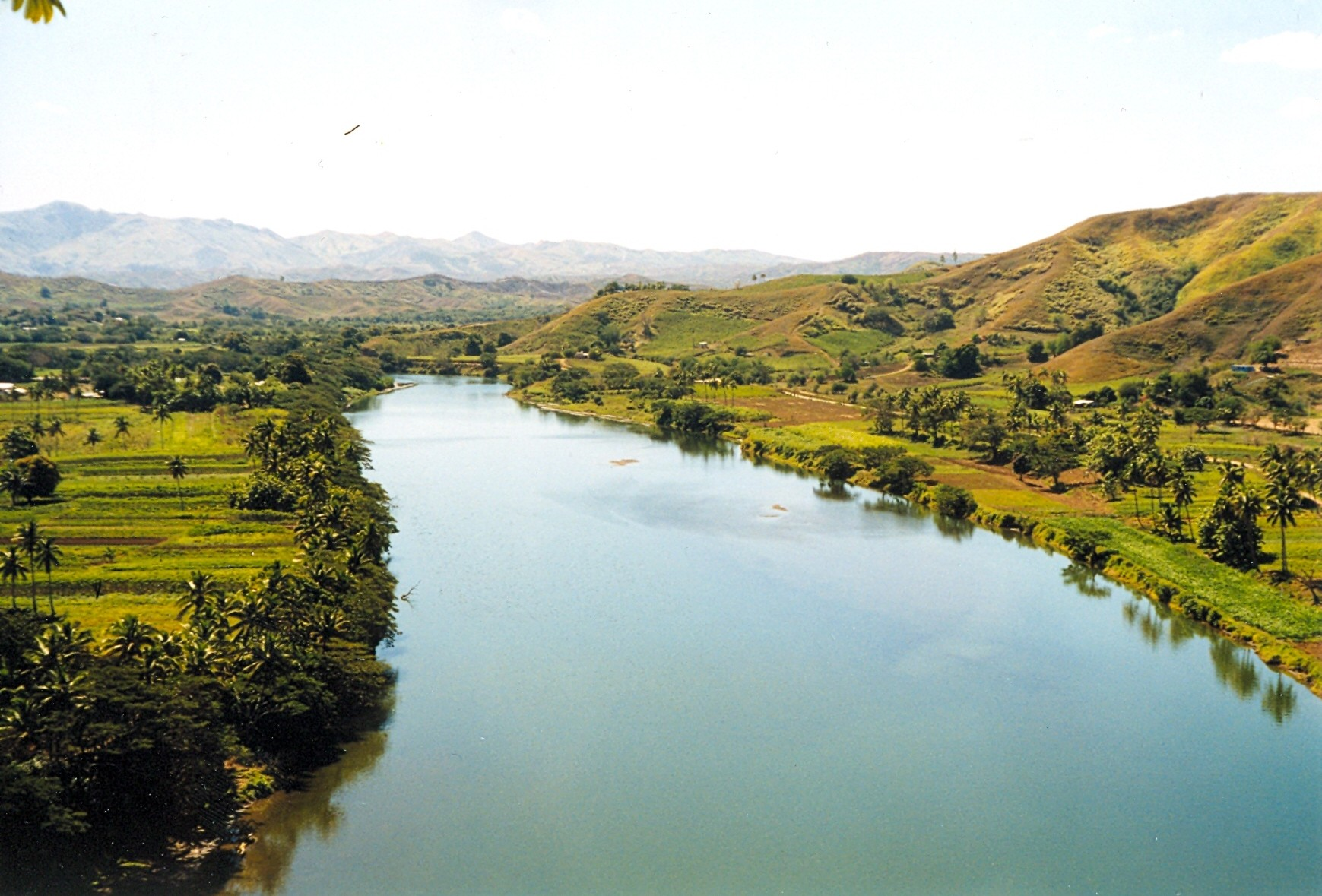
Sigatoka River.

Sigatoka est une ville des îles Fidji qui se trouve sur l'île de Viti Levu. Sigatoka est le principal centre urbain de la province Nadroga-Navosa. La ville compte 9 622 habitants au recensement de 2007.

## Aménagements
En 2017, la société chinoise China Railway First Group engage des travaux de dragage dans le lit de la rivière Sigatoka pour permettre à la société minière australienne Dome Gold Mines d'explorer les fonds à la recherche de magnétite, une opération qui s'avère néfaste pour l'éco-système de la région.

## Personnalités connues
De nombreux rugbymen sont nés à Sigatoka :
- Maleli Kunavore, est un joueur de rugby à XV fidjien. International avec l'équipe des Fidji
- Napolioni Nalaga est un joueur de rugby à XV international fidjien . Il évolue au poste d'ailier au sein du club français de l'ASM Clermont Auvergne de 2007 au 19 mars 2011
- Jone Qovu Nailiko, est un joueur de rugby à XV fidjien. Il joue en équipe des Fidji et avec l'Atlantique stade rochelais
- Isoa Domolailai Ulago, est un joueur de rugby à XV et à sept fidjien. Il joue en équipe des Fidji et évolue au poste de deuxième ligne au sein de l’effectif du Tarbes Pyrénées rugby
- Nemani Nadolo ou Ratu Nasiganiyavi, est un joueur de rugby à XV fidjien évoluant au poste d'ailier pour les Green Rockets et les Crusaders.
- Jeremaiya Tuilevu Tamanisau est un joueur de rugby à XV fidjien
- Aisea Tuilevu Kurimudu, est un joueur de rugby à XV international fidjien